# HD 177517
HD 177517，又名BD-15 5223，SAO 162177、HR 7230，是一颗恒星，视星等为5.97，位于銀經20.44，銀緯-10.16，其B1900.0坐标为赤經18h 59m 57.5s，赤緯-15° -10.16′ 39″。